# Камен дол
Камен дол (на македонска литературна норма: Камен Дол) е село в централната част на Северна Македония, община Росоман.

## География
Селото е разположено югозападно от Росоман.

## История
В XIX век Камен дол е българско село в нахия Неготино на Тиквешка кааза на Османската империя. Според статистиката на Васил Кънчов („Македония. Етнография и статистика“) от 1900 година селото има 170 жители, всички българи християни.
В началото на XX век християнското жителите на селото са под върховенството на Българската екзархия. По данни на секретаря на екзархията Димитър Мишев („La Macédoine et sa Population Chrétienne“) през 1905 година в Каменодол (Kamenodol) има 80 българи екзархисти.
Селото попада в Сърбия след Междусъюзническата война в 1913 година.
На етническата си карта от 1927 година Леонард Шулце Йена показва Камен дол (Kamendol) като българско християнско село.
Църквата „Свети Георги“ е от XIX век, но е запусната.

## Личности
Родени в Камен дол
- Камен Андреев (1884 - 1925)[5], български революционер от ВМРО, загива в сражение със сръбска потеря на 5 август[6]